# Marian Lux
Marian Sebastian Lux (* 24. November 1982 in Bad Freienwalde) ist ein deutscher Komponist und Pianist.

## Leben
Seit dem vierten Lebensjahr spielt Marian Lux Klavier. Sein erstes Solokonzert hatte er im Alter von 15 Jahren, als er mit dem Brandenburgischen Staatsorchester Frankfurt (Oder) Beethovens 1. Klavierkonzert spielte. Nach dem Gymnasium Freienwalde (1996–1998) besuchte er das Musikgymnasium Carl Philipp Emanuel Bach in Berlin, wo er von Thomas Just in Klavier unterrichtet wurde. Er nahm mehrfach erfolgreich am Musikwettbewerb Jugend musiziert teil und begann 2004 ein Studium an der Hochschule für Musik „Hanns Eisler“ Berlin.
Kurze Zeit später begann er Musik für Kurzfilme zu schreiben. Parallel dazu komponierte er eigene klassische Stücke, die mit dem Deutschen Filmorchester Babelsberg und der Jungen Philharmonie Brandenburg aufgenommen wurden. Nachdem er die Musik zu Märchenfilmen wie Brüderchen und Schwesterchen, Die kluge Bauerntochter und Die zertanzten Schuhe verfasst hatte, debütierte Lux 2012 mit dem Mysterythriller Du hast es versprochen als Komponist für einen Kinofilm.
2014 übernahm er am Gymnasium Bad Freienwalde die Patenschaft für die Schulinitiative Schule ohne Rassismus – Schule mit Courage.

## Filmografie (Auswahl)
- 2008: Brüderchen und Schwesterchen
- 2009: Die kluge Bauerntochter
- 2010: Die Eroberung der inneren Freiheit
- 2011: Die zertanzten Schuhe
- 2012: Du hast es versprochen
- 2015, 2017: Armans Geheimnis (Fernsehserie, 26 Folgen)
- 2016: Das singende, klingende Bäumchen
- 2017: Das Wasser des Lebens
- 2018: Die Galoschen des Glücks
- 2020: Das Märchen vom goldenen Taler
- 2021: Nachtwald
- 2021–2023: Löwenzahn (Fernsehserie)
- 2024: Ich hab den Weihnachtsmann geküsst (Fernsehfilm)